# Гузанов, Геннадий Иванович
Геннадий Иванович Гузанов (1921—2016) — старший сержант РККА, участник Великой Отечественной войны, Герой Советского Союза (1945).

## Биография
Родился 8 ноября 1921 года в деревне Стрельниково (ныне — Костромской район Костромской области) в крестьянской семье. Окончил семь классов школы, после чего работал слесарем на льнокомбинате имени В. И. Ленина.

## Великая Отечественная война
В апреле 1941 года Гузанов был призван на службу в Рабоче-крестьянскую Красную армию. Попал в Туркмению, в Туркестанский военный округ, в район Кушки, в 84-й отдельный мото-инженерный батальон погранвойск, занимавшийся строительством аэродромов. С июня того же года — на фронтах Великой Отечественной войны. В городе Мары был сформирован 222-й отдельный инженерно-сапёрный батальон. В районе Гжатска батальон подвергся нападению немецких парашютистов. Остатки 222-го батальона и пополнение московских ополченцев в Малоярославце были слиты в 38-ю инженерную саперную бригаду. Позднее перешёл в бригадную разведку.
Член ВЛКСМ с 1942 года.
Приказом № 0150/н от 10.02.1942 года по Западному фронту награждён медалью «За отвагу».
В 1942 г. Гузанов закончил краткосрочную танковую школу и стал механиком-водителем танка Т-34. Но танкистом он пробыл недолго. В одной из атак танк подорвался на мине, и Гузанов получил тяжёлую контузию. После излечения в госпитале, в августе 1943 года, он вновь был направлен в инженерные войска, но теперь в 222-й инженерно-сапёрный батальон 38-й инженерно-сапёрной бригады.
Приказом №: 5/н от: 20.08.1944 года по 38 исбр ефрейтор Гузанов, сапер 222-го инж.батальона, награждён медалью «За боевые заслуги» за обнаружение и разминирование при переправе через р. Стырь фугаса из 15 противотанковых мин и при перепераве через Днепро-Бугский канал снял 10 немецких противотанковых мин, спас при этом 2 «Виллиса» с командованием артиллерийской части.
Приказом по 38 исбр №: 7/н от: 06.11.1944 года ефрейтор Гузанов награждён медалью «За отвагу» за доставку материала для создания переправы под ураганным минометным огнём противника и разминирования моста для дальнейшего продвижения пехоты.
К апрелю 1945 года сержант Геннадий Гузанов командовал отделением 222-го отдельного инженерно-сапёрного батальона 38-й инженерно-сапёрной бригады 61-й армии 1-го Белорусского фронта. Особо отличился во время форсирования Одера.
Приказом №: 6497 от: 03.04.1945 года по 38-й исбр сержант Гузанов награждён медалью «За оборону Москвы».
В ночь с 17 на 18 апреля Гузанов получил приказ собрать паром для переправки на западный берег Одера в районе Ной-Глитцена двух артиллерийских расчётов. Он два раза собирал паром, но вражеским огнём оба раза его разбивало. Несмотря на риск для своей жизни, Гузанов в третий раз собрал паром и начал переправу. В первый рейс он переправил одно орудие с расчётом и боеприпасами. Во второй раз паром был повреждён вражеским огнём, и тогда Гузанов бросился в воду и закрыл пробоину, что позволило доставить и второе орудие с расчётом и боеприпасами на западный берег. Несмотря на повреждения парома, Гузанов совершил ещё один рейс, переправив сразу три 76-миллиметровых орудия с расчётами. Действия Гузанова способствовали успешному захвату плацдарма на западном берегу Одера.
Приказом ВС 61 А 1 Белорусского фронта № 420/н от: 21.03.1945 года сержант Гузанов награждён орденом Отечественной войны II степени за то, что в районе Штольценфельде под огнём противника проложил 40 метров жердевой дороги для переправки танков, выполнив боевое задание на 300 %.
Указом Президиума Верховного Совета СССР от 31 мая 1945 года за «образцовое выполнение боевых заданий командования на фронте борьбы с немецкими захватчиками и проявленные при этом отвагу и геройство» сержант Геннадий Гузанов был удостоен высокого звания Героя Советского Союза с вручением ордена Ленина и медали «Золотая Звезда».

## После войны
В 1946 году в звании старшего сержанта Гузанов был демобилизован. Вернулся на родину. До 1949 года работал в колхозе, затем до 1955 года был слесарем по ремонту металлорежущего оборудования на костромском льнокомбинате имени В. И. Ленина, до 1960 года работал сварщиком на судомеханическом заводе, до 1965 года — рабочим-сварщиком треста «Стальконструкция», до 1998 года — рабочим специального монтажного управления «Центротехмонтаж» в Костроме.
В 1985 году награждён орденом Отечественной войны I степени.
Занимался общественной деятельностью, в годы Советской власти был неосвобождённым секретарём парторганизации управления, в котором работал. Впоследствии являлся членом Совета ветеранов. Участник военного парада в Москве 9 мая 2000 года.
Похоронен в селе Стрельниково Костромской области.
Почётный гражданин Костромы (1987). Также награждён медалью «Золотая Звезда», орденом Ленина, Октябрьской Революции, Отечественной войны I и II степеней, двумя медалями «За отвагу», медалью «За оборону Москвы», «За взятие Берлина», «За освобождение Варшавы», «За победу над Германией».